# Activista cívico
El concepto de activismo se puede generalizar como la acción o la actividad sostenida con intención de efectuar un cambio de índole social o política, usualmente dirigida a favor de una postura particular dentro de una disputa o controversia.
Un activista cívico es un ciudadano que, de modo individual o colectivo, desarrolla actividades vinculadas con la defensa de las libertades públicas y los valores de la democracia en el marco del Estado de derecho.
Se trata de actividades que pueden estar relacionadas con la defensa del medio ambiente, los derechos humanos, la paz, los derechos del consumidor, la lucha contra la discriminación y la pobreza, la preservación del patrimonio cultural, la plena y efectiva vigencia de derechos y garantías constitucionales y la transparencia del obrar de las administraciones públicas, las organizaciones no gubernamentales y las entidades privadas. Podría decirse que los activistas cívicos velan, con su accionar, por el cumplimiento de las obligaciones de los poderes públicos y de las organizaciones públicas internacionales.
De este modo, son activistas cívicos, por ejemplo, los integrantes de Greenpeace, Human Rights Watch, Cruz Roja, Save the Children, Amnistía Internacional y Transparencia Internacional. Pero también lo son los que actúan de modo individual.
El activismo cívico tiene también una estrecha relación con el activismo político. Así, como ejemplo, se puede mencionar como una combinación de ambos, a lo que supuso el Live 8, impulsado por el cantante, compositor, actor y activista político irlandés Bob Geldof.